# 驚懼幻象
《驚懼幻象》（英語：TerrorVision）是一部1986年美國科幻恐怖喜劇片，由泰德·尼古拉執導並與查爾斯·班德共同編劇，講述一隻被送往地球的外星生物住進了一家子中，三名青少年必須照顧好牠，以免讓牠進入飢餓的狂暴狀態。電影的主演陣容包括黛安·富蘭克林、格里特·葛拉罕、瑪麗·沃倫諾夫、查德·艾倫、強納森·葛茲、珍妮佛·理查茲（Jennifer Richards）、亞歷山卓·雷和伯特·雷姆森。
早在劇本前，片名和概念海報就已誕生，班德指派一心想執導長片的尼古拉擔任導演，並合作編寫劇本；電影包含了對40-50年代B級片的致敬且結合80年代時下的風氣，並以誇張的手法呈現。《驚懼幻象》以低預算在義大利羅馬拍攝；憑藉約翰·卡爾·伯奇勒和勞勃·克茲曼團隊製作的怪物特效，以及斐波那契樂團創作的主題曲著稱。電影1986年2月14日在美國上映，口碑票房雙敗，浮誇、荒謬的風格和劇本飽受批評；但隨著時間流逝，因「爛得好」（So Bad, It's Good）而成為邪典電影。

## 劇情
在名為普魯頓（Pluton）的外星行星上，普魯頓人利用外星垃圾處理裝置將飢餓野獸（Hungry Beast）轉化成能量並發射到太空。與此同時，在地球上，普特曼一家正在收看衛星電視，但不穩定的DIY衛星天線令男主人史丹利頭疼，直到外星能量的一束閃電擊中天線碟盤後，接收效果突然增強。
史丹利和妻子拉寇兒外出與一對浪蕩公子夫妻見面，大女兒蘇琪和搖滾男友歐帝也出門玩樂，獨留小兒子雪曼和前軍人兼生存主義者外公在家觀賞由梅杜莎主持的恐怖片夜節目。祖孫倆睡著在沙發時，飢餓野獸從電視中冒出來，嚇著的兩人認為是小偷而全副武裝在家將他揪出；但飢餓野獸先後吞噬了天線工人諾頓和外公。史丹利和拉寇兒帶著史皮羅與雪莉夫妻檔回家，但在聽見雪曼講述關於怪物的事情後，拉寇兒生氣地將他關在外公的避難所中。史丹利和拉寇兒準備要和史皮羅與雪莉展開交換伴侶的美好夜晚。
雪曼試圖報警，但警方認為他在惡作劇，他還致電給正在節目錄影的梅杜莎，也被對方當成瘋子。後來，野獸透過電視進入屋內的性主題房間「歡樂穹頂」（Pleasure Dome），吃了雪莉並控制她的頭來引誘史皮羅。史丹利得知史皮羅是同性戀並打算請回他們時，在泳池發現夫妻倆的遺體，不久後野獸現身吃了史丹利和拉寇兒。蘇琪和歐帝回到家時，雪曼利用塑膠炸彈逃出避難所並向姊姊講述怪物的事。
蘇琪不相信，當姊弟倆檢查他們父母的房間時，遇見了怪物對父母、外公以及史皮羅與雪莉的偽裝，誤認為大人們正在群交。不久之後，雪曼、蘇琪和歐帝在另一房間遇到了野獸；野獸追趕他們，直到看見歐帝的重金屬手環，誤認三人為看護人（與外星看護人的手套相似）。他們發現能用食物和電視馴服野獸，並教導幾個單詞，如「電視」、「音樂」和三人的名字。他們考慮利用野獸牟利，並致電給梅杜莎，希望能在電視上露面。她最初不屑一顧，但當他們承諾舉辦派對時產生了興趣。
然而，當俘虜野獸的普魯頓人出現在電視上警告地球人必須摧毀他們的電視設備以防止野獸傳播時，牠變得憤怒並吃掉歐帝。一名警察趕來逮捕打惡作劇電話的雪曼，但也被野獸吞噬。雪曼打破了他能找到的所有電視，直到一名普魯頓獵捕者透過電視來到普特曼宅邸以消滅野獸。梅杜莎抵達時誤認普魯頓人就是蘇琪和雪曼口中的野獸，急忙殺死了普魯頓人。當真正的野獸現身時，利用一股強風將蘇琪、雪曼和梅杜莎吸入口中。
第二天早上，梅杜莎的司機被雇主叫醒；當他回頭時看見了野獸偽裝的梅杜莎，並被要求載到電視台。

## 演員
- 黛安·富蘭克林飾演蘇琪·普特曼（Suzy Putterman）[5]
- 格里特·葛拉罕飾演史丹利·普特曼（Stanley Putterman）[7]
- 瑪麗·沃倫諾夫飾演拉寇兒·普特曼（Raquel Putterman）[7]
- 查德·艾倫飾演雪曼·普特曼（Sherman Putterman）[8]
- 強納森·葛茲飾演歐帝（O.D.）[5]
- 珍妮佛·理查茲（Jennifer Richards）飾演梅杜莎（Medusa）[5]
- 亞歷山卓·雷（英语：Alejandro Rey）飾演史皮羅（Spiro）[1]
- 伯特·雷姆森飾演普特曼外公（Grampa Putterman）[7]
- 蘭蒂·布魯克斯（Randi Brooks）飾演雪莉（Cherry）[7]
- 法蘭克·維爾克配音飢餓野獸外星人（Hungry Beast Alien）[9]
- 伊恩·派翠克·威廉斯（Ian Patrick Williams）飾演努基警官（Officer Nutky）[7]
- 桑尼·卡爾·戴維斯（Sonny Carl Davis）飾演諾頓（Norton）[10]
- 威廉·保羅森（William Paulson）飾演普魯薩（Pluthar）[7]
- 約翰·利莫爾（John Leamer）飾演司機[7]

## 製作
電影片名和海報設計的存在早於劇本之前。參與完多段式電影《黑暗大師》（1985年）後，帝國影業長期剪輯師泰德·尼古拉渴望成為長片導演，製片人兼帝國短暫的負責人查爾斯·班德向他展示了一部待開發的《驚懼幻象》片名和海報（一隻眼睛從衛星中探出）、概念，並指派對方擔任編劇和導演，歷程匆忙。兩人合作編寫了《驚懼幻象》劇本；電影也是尼古拉首部編導的長片。他希望《驚懼幻象》能像是場12歲小孩做的惡夢或「你會在午夜打開電視然後說『這他媽的是什麼鬼？』」的電影。劇本靈感引用了導演孩童時期對科幻頻道的觀影經驗，以及對40-50年代B級片的致敬，包括感到印象深刻的《魔宮樂影》、《火星人入侵記》和《機械怪獸》（均1953年），片中亦可看見《機械怪獸》、《公元前一百萬年》（1940年）的片段。

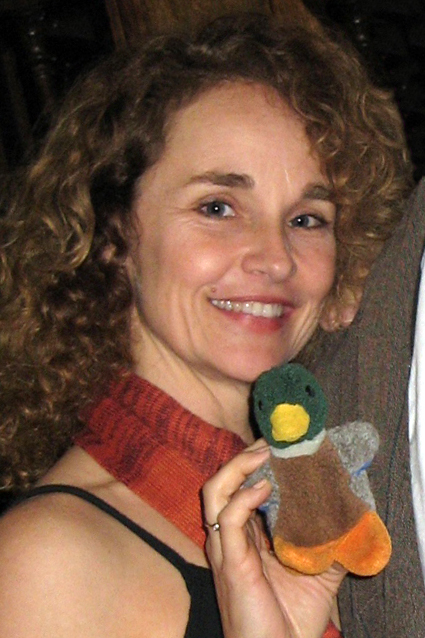
黛安·富蘭克林的角色被編導形容成辛蒂·羅波似的山谷女孩角色

演出陣容大半缺乏名氣。配合電影的荒謬風格，每位演員的表演顯得浮誇。尼古拉想藉由80年代美國最糟糕的刻板印象來組建普特曼（Putterman）一家，例如，格里特·葛拉罕與瑪麗·沃倫諾夫飾演的父母同時兼具50年代和80年代怪異感、查德·艾倫飾演的雪曼（Sherman）的可謂標準的捧哏角人設、黛安·富蘭克林飾演的蘇琪（Suzy）被編導視為標準山谷女孩兼誇張版的辛蒂·羅波；伯特·雷姆森詮釋瘋狂的生存主義者外公，而強納森·葛茲的歐帝（O.D.）則象徵時下流行的重金屬音樂愛好者。富蘭克林拍片時年僅20多歲，因拍攝《再見人生》（1985年）而將頭髮留短，為了飾演蘇琪一角最初戴上一頂金色假髮，但髮型師仍不滿意，最後在更換許多頂後，決定將所有的顏色一併加上。亞歷山卓·雷在1987年5月去世，本片成為出演的最後一部電影；戲份不多的桑尼·卡爾·戴維斯（Sonny Carl Davis）日後成為滿月影視（班德後來創立的另一間公司）電影的常客；珍妮佛·理查茲（Jennifer Richards）飾演的恐怖片節目主持人梅杜莎（Medusa）致敬於《艾維拉的恐怖電影賞》的艾維拉（Elvira，卡桑德拉·皮特森飾演）。原本導演想讓沃倫諾夫扮演梅杜莎，但沃倫諾夫反之要求飾演母親的角色；哈利·希勒和貝琳達·卡萊兒也曾被列為父親和女兒的考慮人選。
《驚懼幻象》以低成本製作，在義大利羅馬拍攝數個月。每次拍戲都得關空調，加上正值夏季，搞得所有演員包含怪物扮演者滿頭大汗。但富蘭克林表示，她和葛茲都對此拍片經歷相當愉快。查德·艾倫回憶起自己在片中做到了當時同齡小孩未能做到的事——開槍和炸毀東西。
80年代潮流品味及文化串穿全片，包括人物艷麗多彩的服裝、假髮和化妝，以及過時的俚語和語調，同時結合了妄想未來的超現實主義的風格。電影由義大利攝影指導羅馬諾·阿爾巴尼的掌鏡。劇組在室內搭建了一些用於外景戲的場景，例如蘇琪和歐帝出現在玄關的橋段。經由佈景設計師喬瓦尼·納塔盧奇（Giovanni Natalucci）之手，打造了普特曼一家以性愛為本的生活品味，特別是住宅中充滿粉紅色調和兒少不宜的裸體藝術品的裝潢風格，加上一間超大按摩浴缸室，可謂特羅馬界的《皮威玩樂屋》。據尼古拉所述，納塔盧奇的設計源於他們前往洛杉磯對浪蕩公子墊子的考察之旅。此外，艾倫的天主教父母曾要求別讓兒子與背景的色情畫作在鏡頭前同框。
外星生物「飢餓野獸」（Hungry Beast）或稱怪物（Monster），有著小尾巴、爪狀觸手、其中一隻觸手末端長有巨大眼珠子、黏稠橡膠外貌；雖然移動緩慢但仍充滿危險，並以綠色黏液取代紅色血漿：當一名人類被牠殺死時，對方傷口會流出綠色的液體。怪物以傀儡和電動人偶的方式控制，由特效化妝師約翰·卡爾·伯奇勒和勞勃·克茲曼及其機械和化妝意象公司（Mechanical and Makeup Imageries, Inc.）團隊設計、打造生物模型和操偶，知名配音員法蘭克·維爾克詮釋語音。伯奇勒剛完成《魔界屋》（1986年）的導演工作，白天負責《驚懼幻象》的特效，晚上剪輯《魔界屋》，但兩人都對項目成品感到滿意。

## 音樂
電影配樂由查爾斯·班德的兄弟李察·班德作曲，並找來新浪潮藝術搖滾樂團斐波那契樂團創作80年代風主題曲。班德和編曲助理克里斯多福·L·史東（Christopher L. Stone）創作了大約20種不同的音色，旨在喚起當時（80年代）60年代服飾的本土風格。為了演奏樂譜，班德用上了當時全新的加上、迷你穆格合成器、及鍵盤。史東1985年12月在洛杉磯休士頓大道（Hughes Avenue）錄製班德的樂譜。斐波那契1985年1月在洛杉磯的音樂磨坊（Music Grinder）錄音室錄歌（三首人聲和兩首器樂）。尼古拉不想要傳統的音樂風格而故意不去聯絡身為帝國常駐作曲家的李察·班德，自行找上抽筋樂團和弗兰克·扎帕，但後兩者都因行程衝突無法參與。尼古拉不太滿意班德刻意強加幽默的作品，選擇斐波那契加入音樂創作。
不安唱片公司1986年發售黑膠唱片。2017年，英特拉達重新發行CD，曲目與1986年版本不同且限量500張。WRWTFWW唱片公司（WRWTFWW Records）2020年11月20日在美國發行包含本片在內、三部班德電影的新黑膠唱片。
原版
| A面      | A面                | A面                           | A面   |
| 曲序     | 曲目               | 演唱／演奏者                  | 时长  |
| -------- | ------------------ | ----------------------------- | ----- |
| 1.       | 驚懼幻象（TerrorVision）       |                               | 3:40  |
| 2.       | 犯罪之友（The Friends Of Crime）       |                               | 2:47  |
| 3.       | 麻袋羊脂套房（Sack Of Suet Suite）   |                               | 2:58  |
| 4.       | 給突變體的建議（Advice To A Mutant） | 斐波那契樂團和哈爾·內格羅（Hal Negro） | 2:48  |
| 5.       | 他笑個不停（He Can't Stop Laughing）     |                               | 2:50  |
| 总时长： | 总时长：           | 总时长：                      | 13:43 |

| B面      | B面                  | B面   |
| 曲序     | 曲目                 | 时长  |
| -------- | -------------------- | ----- |
| 1.       | 太空垃圾（Space Garbage）         | 1:26  |
| 2.       | 諾頓主題曲（Norton's Theme）       | 1:34  |
| 3.       | 怪物現形（The Monster Materializes）         | 2:36  |
| 4.       | 大咬外公一口（Gramps Bites The Big One）     | 2:39  |
| 5.       | 普魯薩和孩子們（Pluthar And The Kids）   | 1:52  |
| 6.       | 怪物攻擊雪曼（Monster Attacks Sherman）     | 0:55  |
| 7.       | 史皮羅被感染了（Spiro Gets Giacuzzed）   | 1:45  |
| 8.       | 防空洞（Bomb Shelter）           | 1:25  |
| 9.       | 努基警官來得不對（Officer Nupky's Bad Timing） | 2:05  |
| 10.      | 蘇西和雪曼（Susie And Sherman）       | 2:00  |
| 11.      | 大家早上好（Good Morning All）       | 0:37  |
| 总时长： | 总时长：             | 16:54 |

重新發行版
| 曲目列表 | 曲目列表               | 曲目列表     | 曲目列表 |
| 曲序     | 曲目                   | 演唱／演奏者 | 时长     |
| -------- | ---------------------- | ------------ | -------- |
| 1.       | 前奏（）               |              | 1:21     |
| 2.       | 維修（）               |              | 1:02     |
| 3.       | 梅杜莎#1（Medusa #1）           |              | 0:58     |
| 4.       | 衛星天線（Satellite Dish）           |              | 0:37     |
| 5.       | 梅杜莎#2／梅杜莎#3（Medusa #2 / Medusa #3） |              | 0:58     |
| 6.       | 怪物（）               |              | 1:43     |
| 7.       | 該死的竊賊（God Dang Burglar）         |              | 4:47     |
| 8.       | 再見，外公（Bye, Gramps）         |              | 2:07     |
| 9.       | 電視射線（T.V. Radiates）           |              | 0:19     |
| 10.      | 鎖起來（Locked In）             |              | 1:44     |
| 11.      | 梅杜莎#4（Medusa #4）           |              | 0:53     |
| 12.      | 梅杜莎#5（Medusa #5）           |              | 0:33     |
| 13.      | 再見了，史皮羅（Bye Bye, Spiro）     |              | 3:24     |
| 14.      | 與外公同床共枕（In Bed With Gramps）     |              | 1:11     |
| 15.      | 歐帝被追著（O.D. Chased）         |              | 1:33     |
| 16.      | 梅杜莎#6（Medusa #6）           |              | 0:44     |
| 17.      | 雪曼大反擊（Sherman Fights Back）         |              | 5:19     |
| 18.      | 普魯薩來了（Pluthar Arrives）         |              | 1:48     |
| 19.      | 梅杜莎殺死普魯薩（Medusa Kills Pluthar）   |              | 2:23     |
| 20.      | 早上好（Good Morning）             | 斐波那契樂團 | 0:39     |
| 21.      | 驚懼幻象（TerrorVision）           | 斐波那契樂團 | 3:40     |
| 22.      | 犯罪之友（The Friends Of Crime）           | 斐波那契樂團 | 2:47     |
| 23.      | 麻袋羊脂套房（Sack Of Suet Suite）       | 斐波那契樂團 | 2:58     |
| 24.      | 給突變體的建議（Advice To A Mutant）     | 斐波那契樂團 | 2:48     |
| 25.      | 他笑個不停（He Can't Stop Laughing）         | 斐波那契樂團 | 2:50     |
| 26.      | 額外收錄：野鈴滴（THE EXTRA: Wild Bell Drops）   | 行星撞擊（Planet Hits） | 2:10     |
| 总时长： | 总时长：               | 总时长：     | 51:16    |

## 發行
《驚懼幻象》1986年2月14日美國院線上映，從最多256間戲院中共獲得32萬美元的慘淡票房，商業表現失利。2007年，持有版權的米高梅在Showtime上播出了寬屏版本。電影2015年11月22日隨《戰慄》（1985年）在馬里蘭州巴爾的摩的發條空間（The Windup Space）會堂放映。2016年11月3日晚間，選集電影檔案館將《驚懼幻象》與《未來終結者》（1992年）當作「媒體即屠殺」（The Medium is the Massacre）主題的雙片連映項目。
VHS1986年美國上市，閃電影視（Lightning Video）發行，偉創影視隔年在海外地區發行VHS、LaserDisc和Betamax。尖叫影業2013年2月19日發行本片和《死亡電視》（1987年）的藍光和DVD同捆合售包，作為經典恐怖片重發的「尖叫工廠」（Scream Factory）陣容其一；額外收錄了編導尼古拉和演員黛安·富蘭克林與強納森·葛茲、特效化妝部門的兩部隨片講評和訪談、院線版預告片、名為《按怪物所需》（Monsters on Demand）的幕後製作紀錄片以及幕後美術圖。美國藍光屬「一刀未剪」的R級版，但與同樣為刪減的邪惡視訊（Wicked Vision）德國藍光相比，仍缺少了一些片段。2017年5月5日，滿月影視將《驚懼幻象》及另外17部帝國電影列入發售的藍光組合「帝國影業珍藏」（Empire Pictures Collection）之中，該產品以黑色盒子收納，限量600份，還包含一本24頁的獨家手冊。此外，電影亦可透過亚马逊Prime租借。

## 反響
電影上映當年在影評界以負評佔主流，誇張、荒謬的諷刺手法和表演風格加上難以共鳴的幽默遭受批評。評論匯總網站爛番茄根據9條評論，本片新鮮度僅0%，均分3.30／10。《紐約時報》的珍妮特·馬斯林批評：「電影風格愚蠢地沾沾自喜，以至於不好判斷這坨滴著原生爛泥的生物是否比普特曼更沒看頭。人類演員不停地傻笑，且盡可能以最不討喜的特寫鏡頭來拍。」《芝加哥論壇報》的瑞克·科根從滿分4星中僅給出1星，在評論中寫道：「電影沒有太多值得喜歡且諸多令人反感之處，但編導泰德·尼古拉在這類奇腔怪調的處理上比誰都得當；他善於看準細節，在非緊張的情況下節奏良好，若是偶爾過頭之時噴發幽默感。」《洛杉磯時報》的派翠克·戈德斯坦在評論中寫道：「一些美妙的瞬間散佈在整部片，明顯是當你的大腦以半速運轉時在午夜後許久才能看到的那種愚蠢爛泥怪……但總要有意料之喜來結合噁心爛俗與插科打諢——該片缺乏那種玩笑該老實圍繞於此的喜劇韻律。事實上，尼古拉的時間感是如此糟糕，導致在每一次嘻笑在整場戲被拖長後冷卻。」《PopMatters》的大衛·梅恩（David Maine）稱《驚懼幻象》「可謂一部不幸的電影」。同時認為電影的喜劇效果過於刻意，「輕易成為你可能最如坐針氈的80分鐘」。
稱讚電影的創意、演員的表現，但批評：「絕大多數的對話都很糟，本來能挽救的東西卻被過度反應撕成了碎片。」並給出結論：整部片一團糟，不值得為此花錢，僅適合下班晚上需要Netflix打發時間的恐怖愛好者。網路影評人丹尼斯·史瓦茲（Dennis Schwartz）給予差評並稱：「爛片是為好這口的人而生。」網站的連恩·費雪（Liam Fisher）則認為電影刻意過頭的表現手法很有趣，如演員們以喜劇的方式念台詞，從而做出愚蠢的表情：「一切極為俗氣，但令人愉快。」同時稱讚了怪物的特效成果。的陶德·馬丁（Todd Martin）稱讚了故事創意和演員們的表現，認為劇情雖然老套但仍值得一看。
查德·艾倫憑此片入圍第8屆青年藝術家獎最佳喜劇或劇情片青年男主角。官方起初本認為本片結合80年代時下且沒有其他題材相近的產物，應能受到歡迎，但最後仍以失敗坐收。隨著時間流逝，「爛得好看」（So Bad, It's Good）的《驚懼幻象》受到小眾粉絲歡迎而取得邪典電影地位，口碑也稍顯好轉，怪物特效和斐波那契樂團的主題曲被視為亮點。Den of Geek網站2013年評選的百大影視怪物排行中，飢餓野獸擠身排上最後一位。公認遺忘（Certified Forgotten）網站的潔西卡·史考特（Jessica Scott）分析，本片影射電視對人們造成壞影響，但在情人節上映的《驚懼幻象》與挑战者号航天飞机灾难事件相距不到三週，此時的美國觀眾也許沒有心情在一部開滿黃腔和軟泥外星人的科幻恐怖喜劇中見到自己被諷刺，加上電影本身的缺陷導致票房失利。最後總結：
這部鮮艶、古怪、搞笑的電影完全實現了初衷，以一種引人入勝且有趣的手法達成目的，贏來的邪典地位當之無愧。從刻意花哨的美術設計到極為過度表演，再到歡快愚蠢的特效，《驚懼幻象》陶醉於低預算的怪異之處，並對80年代美國提出了古怪且明智的批判；無法符合每個人的口味，但也稱不上許多人口中的「爛得好看」電影典範。
GameSpot網站2016年將電影列入「80與90年代十五部最佳俗氣恐怖片」評選名單中。2021年，黛安·富蘭克林受訪時表示，即使很喜歡本片，但不認為外界能廣為流傳至今，直到某日突然被粉絲要求在《驚懼幻象》T恤上簽名而感到訝異：「我非常興奮，人們重新挖掘並欣賞當中玩笑，很感激至今仍有人在觀看本片。」

## 外部連結
- 互联网电影数据库（IMDb）上《驚懼幻象》的资料（英文）
- AllMovie上《驚懼幻象》的资料（英文）
- 爛番茄上《驚懼幻象》的資料（英文）
- Box Office Mojo上《驚懼幻象》的資料（英文）
- 豆瓣电影上《驚懼幻象》的資料 （简体中文）